# Ondina

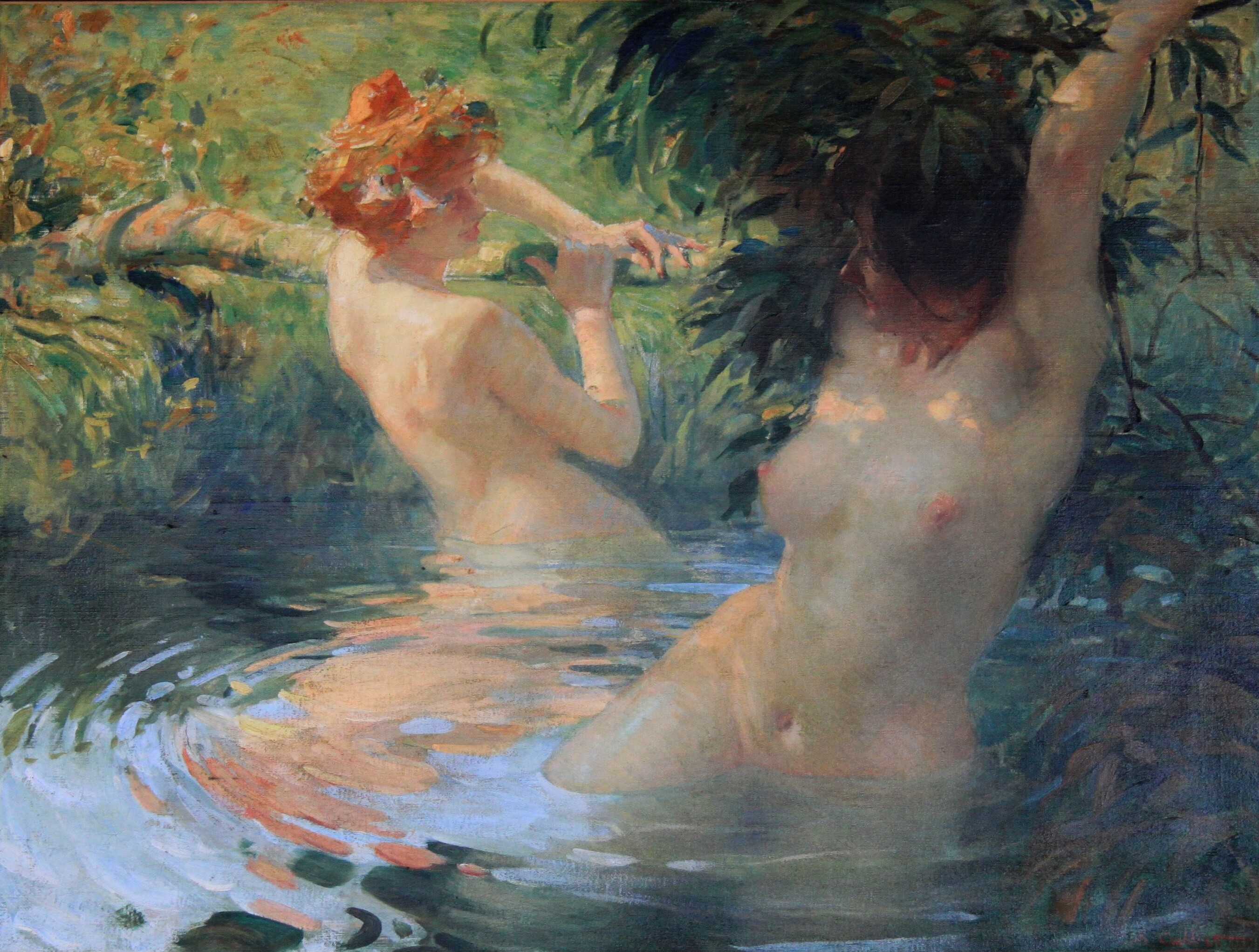
Les Ondines, de Antoine Calbet, Musée des Beaux-Arts de Cambrai

En la mitología griega (griego antiguo νεράιδα neraida, 'ondina'), se llamaba ondinas a las ninfas acuáticas náyades de espectacular belleza que habitaban en los lagos, ríos, estanques o fuentes al igual que las nereidas, mitad mujer y mitad pez.

## Leyenda alsaciana

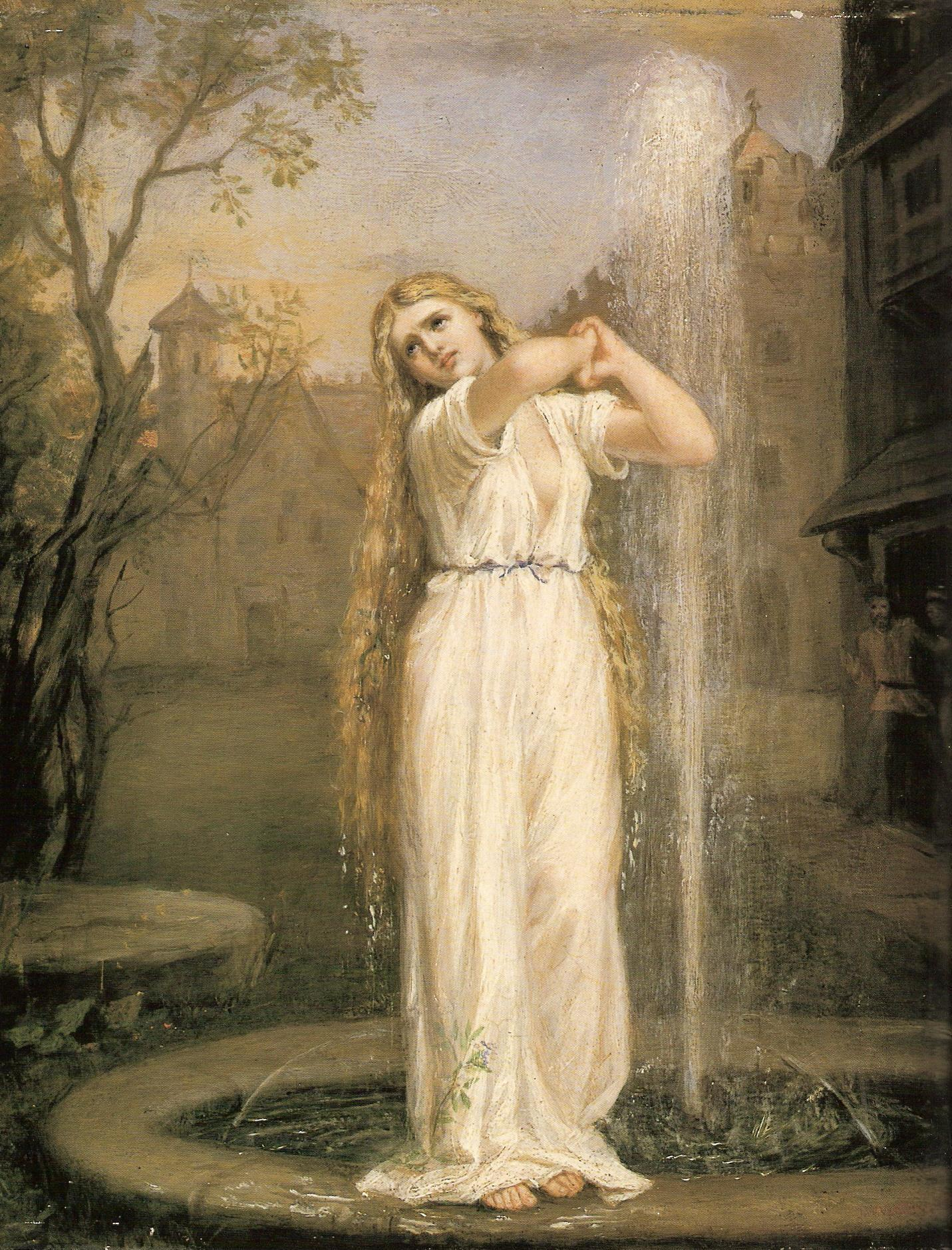
Ondina, por John William Waterhouse (1872)

Ondina es la heroína de una leyenda alsaciana. A su nacimiento, todas las hadas del vecindario se reúnen en torno a su cuna y le proporcionan muchas cualidades. Su abuela, que también es hada, le proporciona una persistencia excepcional. Un día, Ondina es raptada por un joven noble que consigue enamorarla hasta tal punto que rehúsa ir a ver a su madre enferma. Como castigo, su abuela la condena a amar por siempre al joven noble. Este, cansado de ella, finge creer que esta le ha engañado con otro. Le dice que no la creerá hasta que no le traiga un jarrón enorme lleno de agua del río Niddeck. Tras tres días de marcha llevando ese enorme peso, Ondina cae exhausta al agua mientras rellena el jarrón. Su abuela, el hada, va a rescatarla y, para evitarle continuar sufriendo a causa del noble, la transforma en una ninfa protectora de las aguas del río Niddeck. Desde entonces, en los días de tormenta se ve su reflejo en el agua de las cascadas del río.
Igualmente, en la actualidad existen variedades de leyendas, cuentos o hasta maldiciones. Ya que en la mitología se cree que hay ninfas, es decir, hadas que se encargan del orden del medio ambiente. Así como también, que son las encargadas de que no se altere la naturaleza.

## Ocultismo y elGrimorio del papa Honorio
En el siglo XVIII, sin poder establecer con exactitud el año, fue publicado en la ciudad de Roma el Gran Grimorio del papa Honorio, atribuido oficialmente a Antonio del Rabino. En esta obra de carácter ocultista, se hace mención de las Ondinas como los seres elementales protectores del agua.
Los espíritus elementales, llamados así porque su morada está en los cuatro elementos, se clasifican en cuatro clases, y son los siguientes: los Silfos, que pueblan el aire; los Gnomos, que moran en las profundidades de la tierra; las Salamandras, que se hallan en el fuego, y las Ondinas, que viven en el agua.
En este mismo texto, se puede encontrar una oración que, según el autor, genera el favor de estos seres y evita que el hombre imbuido en esta magia sea muerto por ahogamiento o que naufrague bajo las inclemencias del tiempo.
Rey impetuoso y terrible del mar. Tú que tienes las llaves de las cataratas del cielo y que encierras las aguas subterráneas en las profundidades de la tierra; Rey del diluvio y de las lluvias de la Primavera y de las aguas torrenciales; tú, que abres los manantiales de los ríos y de las fuentes; tú, que mandas a la humedad, que equivale a la sangre de la tierra, se transforme en savia de las plantas, te adoramos y te invocamos. A nosotros, que somos tus móviles e inestables criaturas, háblanos en medio de las grandes conmociones del mar y temblaremos ante tu presencia; háblanos en el murmullo de las aguas límpidas y ansiaremos tu amor. ¡Oh, Inmensidad, en la cual van a perderse todos los ríos del ser, que incesantemente renacen en ti! ¡Oh, Océano de las perfecciones infinitas! ¡Profundidad que te exhalas a las alturas, condúcenos a la verdadera vida por la inteligencia y el amor! Llévanos a la inmortalidad por el sacrificio, a fin de que lleguemos a ser dignos de ofrecerte un día el agua, la sangre y las lágrimas para el perdón de los errores. ¡Sálvanos! Amén.
- Datos: Q192032
- Multimedia: Undine / Q192032